# David Albritton
David Donald (Dave) Albritton (Danville, 13 april 1913 – 14 mei 1994) was een Afro-Amerikaanse atleet, die gespecialiseerd was in het hoogspringen. In deze discipline werd Albritton meervoudig Amerikaans kampioen en won hij een zilveren medaille op de Olympische Spelen. Ook had hij samen met Cornelius Johnson iets meer dan een jaar lang het wereldrecord in handen.

## Levensloop
Dave Albritton had een aantal overeenkomsten met Jesse Owens. Beiden waren geboren in Danville, zaten op de East Technical High School in Cleveland en de Ohio State University. Ook waren beiden lid van de Alpha Phi Alpha, de eerste Griekse broederschap voor Afro-Amerikanen en namen beiden deel aan de Olympische Spelen van 1936 in Berlijn.
Bij de kwalificatiewedstrijd op 12 juli 1936 voor de Olympische Spelen verbeterde Albritton met de eveneens gekleurde hoogspringer Cornelius Johnson het wereldrecord tot 2,07 m. Hiermee werden beide atleten de eerste zwarte atleten die het wereldrecord op het hoogspringen braken. Terwijl Johnson zich van de Western Roll bediende, was Albritton de eerste wereldrecordhouder die de rolsprong gebruikte. Op de Olympische Spelen van Berlijn won hij een zilveren medaille achter winnaar Cornelius Johnson, die het olympisch record verbeterde tot 2,03 m. Hij won het zilver na een jump-off, nadat Delos Thurber (brons) en Kalevi Kotkas (vierde) ook over 2,00 m gingen. Vlak voordat Johnson en Albritton het podium beklommen verliet Adolf Hitler het stadion, terwijl hij eerder die dag wel bij de prijsuitreiking van een Duitser en een Fin aanwezig was.
David Albritton ging later in de politiek en werd in Ohio verkozen tot het Huis van Afgevaardigden. In 1980 werd hij opgenomen in de USA Track & Field Hall of Fame.

## Titels
- Amerikaans kampioen hoogspringen - 1937, 1945, 1946, 1947, 1950
- Amerikaans indoorkampioen hoogspringen - 1937, 1945, 1946, 1947, 1950
- NCAA-kampioen hoogspringen - 1936

## Wereldrecord
| Hoogte (m) | Datum      | Plaats   |
| ---------- | ---------- | -------- |
| 2,07       | 12.07.1936 | New York |

## Palmares

### Hoogspringen
- 1936:  OS - 2,00 m

## Onderscheidingen
- USA Track & Field Hall of Fame - 1980